# Antwerps Kathedraalkoor

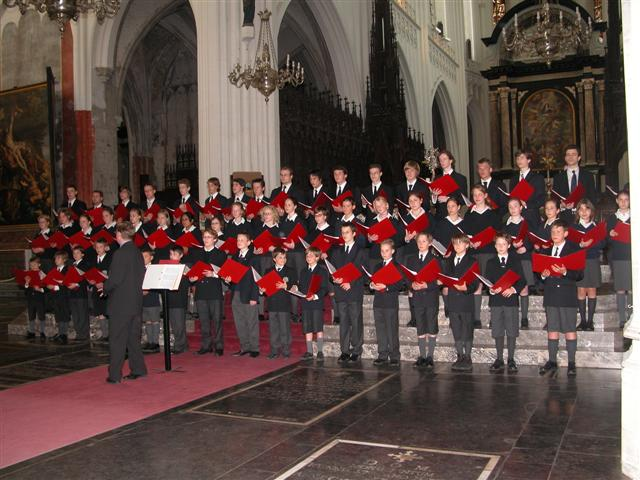
Het AKK (mei 2005)

Het Antwerps Kathedraalkoor (AKK) heeft een geschiedenis die teruggaat tot 1382. In zijn huidige vorm werd het koor uit deze traditie heropgericht als 'Kathedraal Knapenkoor' in 1927. Tot in 1971 bestond er tevens een volwassenenkoor. In 1985 werd de Meisjescantorij opgericht. 

## Werking
Knapenkoor en Meisjescantorij luisterden, samen of in afwisseling met elkaar, bijna elke zondag de hoogmis op om 10.00 uur in de kathedraal van het Bisdom Antwerpen. Daarnaast verzorgden zij ook begrafenissen, huwelijken en andere plechtigheden. Zo mochten zij al zingen voor de koning en koningin. Elk jaar vonden er 2 concerten een kerstconcert en een jaarconcert, maar naast deze twee vaste concerten vonden er regelmatig ook buitenhuis plaats. Het Antwerps kathedraalkoor zong ook vaak samen met andere koren zo werd er al gezongen met het Vlaams Radiokoor en het Concertkoor Haarlem. Ook werd er samengewerkt met bekende ensembles zoals het Antwerpen Camerata o.l.v. Dimitris Spouras.
Jaarlijks maakten beide koren in de maand juli een concertreis naar het buitenland.
De muziek in de kathedraal staat sinds 2000 onder leiding van Sebastiaan van Steenbergen, kapelmeester. In 2020 werd Peter van de Velde, organist- titularis officieel aangesteld als muziekdirecteur in de kathedraal en werd hij verantwoordelijk voor alle muziek. In september 2022 kwam er een einde aan de werking van het Kathedraalkoor zoals het gekend was sinds 1927.
Na hun jaren in het koor besloten verschillende ex-zangers om te blijven zingen. Zo ontstonden o.a. Voice Male, Schola Gregoriana Cantabo, Voces Capituli.

## Dirigenten / kapelmeesters
- 1927-1945: Lodewijk De Vocht
- 1945-1968: Kanunnik Gabriël Striels
- 1968-2000: Kanunnik Jan Schrooten
- 2000-0000: Sebastiaan Van Steenberge

## Muziekdirecteur
- 2020-0000: Peter Van de Velde

## Oudere geschiedenis
Gedurende de glorietijd van de Frans-Vlaamse School (1420-1630) kwamen vele beroemde zangers en toondichters naar Antwerpen en zongen in het koor of leidden het. Zo onder meer:
- In 1443 was Johannes Pullois kapelmeester met een koor van 12 mannen en 8 jongens. Johannes Ockeghem zong onder zijn leiding.
- Van 1455 tot 1491 was Jakob Barbireau de kapelmeester.
- De opvolger van Barbireau was niemand minder dan de befaamde Jakob Obrecht, kapelmeester en zanger van 1501 tot 1504. Dan ging hij werken in Ferrara waar hij Josquin opvolgde als koorleider voor de familie d’Este.
- In de Jaren 1554-1555 is Philip de Monte (Philip van den Berghe) in Antwerpen hoewel hij koorknaap was in Mechelen. En ook Orlando de Lassus veblijft gedurende die jaren in Antwerpen. Het is hoogst waarschijnlijk dat zij het koor kenden en bezochten.
- In 1544-1545 is Hubert Waelrant geboren Antwerpenaar en zanger in het koor. In de zelfde vijftiger jaren zingt ook Georges de la Hèle in het koor als knaap. Later zal hij de Capilla flamenca leiden in Madrid voor Karel V.
- Gedurende de jaren 1570 zingt Cornelis Verdonck als knaap in het koor.

## Discografie
| Jaar | Titel                                               | Vorm     | Label                    | Overig |
| ---- | --------------------------------------------------- | -------- | ------------------------ | --- |
| ?    | O.L.V. Van Vlaanderen / Stille Nacht, Heilige Nacht | schellak | Columbia Records         | onder leiding van Lodewijk De Vocht |
| ?    | Musique De Cathedrale/Kathedraalmuziek              | vinyl/lp |                          | samen met Gregoriaanse Schola |
| 1973 | Salve Regina                                        | vinyl/lp | Choraelhuys              | organist: Jos De Backer |
| 1977 | Kerstmis                                            | vinyl/lp | Choraelhuys              | |
| 1983 | Domus Dei                                           | vinyl/lp |                          | |
| 1997 | Missa Pueri Cantores                                | cd       | Digi Classics            | samenwerking met: Patrick van Goethem, Jongenskoor Colliemando, In Pulchritudine Tua, Schola Cantorum Cantate Domino en Koristen en Cantores van Keizersberg |
| 2007 | De Fragilitate. Piae Cantiones                      | cd       | Klara/Etcetera           | samen met Zefiro Torna, Liam Fennelly, Timo Väänänen |
| 2012 | Lauda Sion Salvatorem                               | cd       | Montefagorum Productions | organist: Peter Van de Velde |
| 2014 | Missa Pro Vivis                                     | cd       |                          | samen met Polyfoon, Koriolis Kamerkoor, In Dulci Jubilo en Sam Bettens                                                                                       |